# Friedrich Wilhelm Theodor Pieper
Friedrich Wilhelm Theodor Pieper, född 17 maj 1813 i Stralsund, död 24 augusti 1866, var en tysk altviolinist.

## Biografi
Friedrich Wilhelm Theodor Pieper föddes 17 maj 1813 i Stralsund. Hans pappa arbetade som hantverkare. Pieper gifte sig första gången 21 oktober 1838 med Johanna Engelina Lonique.
Han var 1846-1847 anställd som andreviolinist vid Mindre teaterns orkester i Stockholm. Pieper anställdes 1 juli 1847 som altviolinist vid Hovkapellet med basbasun som biinstrument och slutade 1 juli 1859. Han gifte sig andra gången 1853 med Sofia Schragge. 1859 sadlade han om till pukslagare och blev kvar som sådan i hovkapellet till sin död 24 augusti 1866.